# 자동차 공회전 자동방지 장치
자동차 공회전 자동방지 장치는 운행중인 자동차가 신호등 및 정류장 등에서 일정시간 이상 정차시 자동으로 시동이 꺼졌다가 재출발시 자동으로 시동을 걸어 주행할 수 있도록 하는 장치로 불필요한 자동차의 공회전으로 인한 에너지 낭비를 없애고 배출가스를 감소시켜 대기 질개선 등에 도움을 줄 수 있는 시스템이다.

## 서울특별시의 자동차 공회전 자동방지 장치 시범사업 추진
- 대상 : 총 45대(시내버스 40대, 택시 5대)
- 기간 : 약 5개월간
- 내용 : 에너지 절감효과 및 불편사항 등 도출

### 2009년계획
- 대상 : 시내버스 1,000대 부착 운영

### 향후계획
- 2010년 : 서울시 운행 시내버스 전차량 부착 운영
- 2010년 이후 : 마을버스, 택배차, 택시 등 보급확대 방안 검토

### 예산절감 효과
- 연료비 10%이상 상승효과로 시내버스 전차량에 부착운행시 서울시 예산 년 약 262억원 절감효과와 탄소배출권 확보로 년 약 27억원의 부가수익 창출 효과

 본 문서에는 서울특별시에서 지식공유 프로젝트를 통해 퍼블릭 도메인으로 공개한 저작물을 기초로 작성된 내용이 포함되어 있습니다.